# Dokuceaievsk
Dokuceaievsk (în ucraineană Докучаєвськ) este un oraș din Ucraina.